# Rivière Devost
Pour les articles homonymes, voir Devost.
La rivière Devost est un affluent de la rivière Noire Nord-Ouest (Lac Frontière), traversant les municipalités de Sainte-Apolline-de-Patton et de Saint-Fabien-de-Panet, dans la municipalité régionale de comté (MRC) de Montmagny, dans la région administrative de Chaudière-Appalaches, au Sud du Québec, au Canada.
La « rivière Devost » coule entièrement en zones forestières.

## Géographie
La « rivière Devost » prend source dans la municipalité de Saint-Paul-de-Montminy, près de la limite de la municipalité de Sainte-Apolline-de-Patton. Cette source est située à 19,0 km au Nord-Ouest du centre du village de Saint-Fabien-de-Panet ; à 3,0 km à l’Ouest du centre du village de la municipalité de Sainte-Apolline-de-Patton ; à 12,5 km au Nord-Est du centre du village de la municipalité de Saint-Paul-de-Montminy.
La source de la rivière Devost partage la ligne de partage des eaux avec la rivière Rocheuse laquelle coule du côté Est dans les cantons de Leverrier et d’Arago.
À partir de l’embouchure du Lac Moussière, la rivière Devost coule sur 17,1 km, selon les segments suivants :
- 4,4 km vers le Sud-Est, dans la municipalité de Sainte-Apolline-de-Patton (canton de Tallon), jusqu'au chemin du rang du Nord ;
- 1,6 km vers le Sud-Est, jusqu'à la route Principale ;
- 1,1 km vers le Nord, jusqu'à la décharge (venant de l’Ouest) du Lac Jally et du Lac Carré ;
- 3,5 km vers l’Est, en coupant le chemin du rang Saint-Jean, jusqu'à la limite du canton de Talon ;
- 1,0 km vers l’Est dans le canton de Talon, jusqu’au ruisseau à Octave-Lapointe ;
- 1,8 km vers l’Est, jusqu'à un ruisseau (venant du Nord) ;
- 2,1 km vers le Sud en coupant le chemin du 1re et 2e rang de Talon, jusqu’à limite de la municipalité de Saint-Fabien-de-Panet ;
- 1,6 km vers le Sud-Est, en traversant une zone de marais, en recueillant les eaux de la décharge du Lac Couture et en coupant le chemin des Limites, jusqu'à la confluence de la rivière[2].

La rivière Devost se déverse dans un coude de rivière sur la rive Nord de la Rivière Noire Nord-Ouest (Lac Frontière) que le courant descend jusqu’à la rive Nord du Lac Frontière (Montmagny). Puis, le courant traverse le lac Frontière et suit la Rivière Saint-Jean Nord-Ouest qui coule jusqu'au fleuve Saint-Jean. Ce dernier coule vers l'Est et le Nord-Est en traversant le Maine, puis vers l'Est et le Sud-Est en traversant le Nouveau-Brunswick. Au terme de son cours, le fleuve Saint-Jean se déverse sur la rive Nord de la Baie de Fundy laquelle s’ouvre au Sud-Ouest à l’Océan Atlantique.

## Toponymie
Le toponyme « Rivière Devost » figure dès 1906 sur une carte du canton de Talon. L’origine de ce cours d’eau provient du nom d'un chasseur qui hivernait dans ce secteur dans un camp de bois rond à chaque année.
Le terme "Devost" s'avère un patronyme de famille d'origine française.
Le toponyme "rivière Devost" a été officialisé le 5 décembre 1968 à la Commission de toponymie du Québec.